# Tara Lipinská
Tara Kristen Lipinská (* 10. června 1982 Filadelfie) je bývalá americká krasobruslařka. Vyhrála soutěž žen na olympiádě 1998 v Naganu a stala se ve věku 15 let a 255 dní nejmladší olympijskou vítězkou této kategorie v historii.
Pochází z rodiny polských přistěhovalců. Zpočátku se věnovala jízdě na kolečkových bruslích, od šesti let trénovala krasobruslení. V roce 1994 vyhrála US Olympic Festival, v roce 1995 se stala juniorskou vicemistryní USA, na mistrovství světa juniorů v krasobruslení byl čtvrtá v roce 1995 a pátá v roce 1996. V roce 1996 se jako třináctiletá kvalifikovala na mistrovství světa, kde skončila na 15. místě. V roce 1997 se stala seniorskou mistryní USA, když v závodě jako první žena v historii skočila kombinaci dvou trojitých rittbergerů. Téhož roku se v Lausanne stala historicky nejmladší vítězkou mistrovství světa v krasobruslení, vyhrála také finále Grand Prix v krasobruslení a tento úspěch zopakovala o rok později. Olympijský výbor Spojených států amerických ji vyhlásil nejlepší americkou sportovkyní roku 1997.
Na americkém mistrovství 1998 Lipinská skončila druhá za Michelle Kwanovou, která tak odjížděla na olympiádu do Nagana jako hlavní favoritka. Po krátkém programu také Kwanová vedla, ale Lipinská zajela lepší volnou jízdu na hudbu z filmu The Rainbow, která jako první v olympijské historii obsahovala sedm trojitých skoků, a šest z devíti rozhodčích ji zařadilo na první místo.
Po olympiádě se Tara Lipinská stala profesionální bruslařkou, účinkovala v show Stars on Ice a v roce 1999 vyhrála mistrovství světa profesionálů v krasobruslení. Hrála jednu z hlavních rolí ve filmové komedii Závod o zlato, objevila se také v seriálech Bojíte se tmy? a Sedmé nebe. Působila jako televizní komentátorka na Zimních olympijských hrách 2014, pracovala také pro dobročinnou organizaci Make-A-Wish Foundation.